# Dieter Fritsch
Dieter Fritsch (* 15. Mai 1950 in Gemünden (Westerwald)) ist ein deutscher Geodät und emeritierter Professor für Photogrammetrie und Vermessungswesen an der Universität Stuttgart.

## Leben
Fritsch absolvierte zunächst eine Ausbildung zum Vermessungstechniker am Vermessungs- und Katasteramt Westerburg. 1969 erlangte er die Fachhochschulreife und nahm ein Studium des Vermessungswesens an der Fachhochschule Mainz und der Universität Bonn auf, das er 1977 mit Auszeichnung abschloss. Anschließend war er als wissenschaftlicher Assistent am Institut für Theoretische Geodäsie der Universität Bonn tätig. 1982 wurde er mit der Dissertation über Digitale Signalverarbeitung promoviert. 1990 habilitierte er sich an der TU München und erhielt die Lehrbefugnis für das Fach Geo-Informationssysteme an der TU München. 
Von Juni 1992 bis März 2016 war Fritsch Professor an der Universität Stuttgart. Von 1992 bis 1994 hatte er den Vorsitz der Studienkommission Vermessungswesen inne und war von 1994 bis 1996 Dekan der Fakultät Bauingenieur- und Vermessungswesen. 1995 übernahm er die Leitung der Koordinierungsstelle für wissenschaftliche Weiterbildung. Von 1998 bis 2000 war er Prorektor für Lehre der Universität Stuttgart, von 2000 bis 2006 schließlich Rektor der Universität Stuttgart. Von 2002 bis 2004 war er außerdem Vorsitzender der Landesrektorenkonferenz Baden-Württemberg.
Dieter Fritsch hat seit 2016 eine Forschungsprofessor an der Universität Stuttgart inne. Bereits seit 2012 ist er Visiting Professor an der Universität Sudan für Wissenschaft und Technologie (SUST), Khartum, Sudan, und der German University in Cairo (GUC), Ägypten, wo er seit 2017 stellvertretender Aufsichtsrats-Vorsitzender der GUC ist.
2016 wurde Dieter Fritsch als ordentliches Mitglied der Naturwissenschaftlichen Klasse in die Sudetendeutsche Akademie der Wissenschaften und Künste berufen. Von 2019 bis 2021 war er 
Sekretar der Naturwissenschaftlichen Klasse.
Die Forschungsgebiete von Fritsch sind die Photogrammetrie, GIS, Computer Vision, Ausgleichungsrechnung, Signalverarbeitung, Laser Scanning, Augmented Reality und Virtual Reality. Er hat circa 500 Veröffentlichungen und über 20 Bücher dazu publiziert.

## Ehrungen und Auszeichnungen
- Harpert-Buchspende (1977)
- Fellow International Association of Geodesy (IAG, 1987)
- MeDiDaPrix Winner (2005) „eLearning-Konzept Univ Stuttgart“
- Ehren-Alumni Universität Stuttgart (2006)
- Ehrenprofessor Wuhan University, Wuhan, China (2007)
- Fellow International Society for Photogrammetry and Remote Sensing (ISPRS, 2012)

## Schriften (Auswahl)
Als Autor
- Entwurf digitaler zweidimensionaler nichtrekursiver Filter. München: Verlag der Bayerischen Akademie der Wissenschaften, 1982 (zugleich: Dissertation an der Universität Bonn, 1982).
- Raumbezogene Informationssysteme und digitale Geländemodelle. München: Beck, 1991 (zugleich: Habilitationsschrift an der TU München, 1990).
- mit Ralf Bill: Grundlagen der Geo-Informationssysteme. 2 Bände. Heidelberg: Wichmann, 1991/1999 (mehrere überarbeitete Auflagen).

Als Herausgeber
- Photogrammetric Week. Tagungsbände zur Photogrammetrischen Woche in Stuttgart. Heidelberg: Wichmann 1993 ff. (zweijährlich).